# Spar dame (film fra 1910)
 Ikke at forveksle med Spar dame (film fra 1916).
Spar Dame (russisk: Пиковая дама) er en russisk stumfilm fra 1910 instrueret af Pjotr Tjardynin.
Det er en filmatisering af Aleksandr Pusjkins novelle af samme navn.

## Medvirkende
- Pavel Birjukov som Germann
- Aleksandra Gontjarova som Liza
- Antonina Pozjarskaja
- Andrej Gromov som Tomskij